# Deutscher Lederarbeiter-Verband
Die Vereinigung Deutscher Lederarbeiter-Verband wurde 1872 als Norddeutscher Weißgerber-Verband gegründet. Die sozialdemokratische freie Gewerkschaft organisierte Lederarbeiter im deutschen Kaiserreich und in der Weimarer Republik.

## Geschichte
Die Gewerkschaft wurde 1872 als Norddeutscher Weißgerber-Verband mit Sitz in Berlin gegründet. 1877 wurde der Sitz nach Altenburg verlagert. Die Gewerkschaft wurde mehrfach umbenannt:
- 1872–1876: Norddeutscher Weißgerber-Verband
- 1876–1892: Allgemeiner Weißgerberverband Deutschlands
- 1892–1905: Verband der Lederarbeiter Deutschlands
- 1905–1922: Zentralverband der Lederarbeiter und -arbeiterinnen Deutschlands
- 1922–1933: Deutscher Lederarbeiter-Verband

Zum 1. Juli 1893 trat der Zentralverein der Gerber und Lederzurichter bei und am 1. Juli 1909 der Verband der Handschuhmacher Deutschlands.
Der Verband war Mitglied in der Generalkommission der Gewerkschaften Deutschlands und 1919 Gründungsmitglied beim Nachfolger Allgemeiner Deutscher Gewerkschaftsbund. International war der Verband bei der Internationalen Union der Lederarbeiter aktiv.
Mit der Zerschlagung der Gewerkschaften am 2. Mai 1933 durch die Nationalsozialisten endete auch die Geschichte des Lederarbeiterverbandes. Nach dem Zweiten Weltkrieg wurden aus den Gewerkschaften Zentralverband der Schuhmacher Deutschlands, Deutscher Sattler-, Tapezierer- und Portefeuiller-Verband und dem Deutschen Lederarbeiter-Verband zwei Nachfolgeorganisationen gebildet: im Juni 1946 in Ostdeutschland die Industriegewerkschaft Leder und im Jahr 1949 in Westdeutschland die Gewerkschaft Leder.

## Vorsitzende
- 1872–1886: Karl Reuter
- 1886–1902: N.N.
- 1902–1933: Heinrich Mahler